# Mimophyle noctuata
Mimophyle noctuata är en fjärilsart som beskrevs av W. Warren 1901. Mimophyle noctuata ingår i släktet Mimophyle och familjen mätare. Inga underarter finns listade i Catalogue of Life.